# Don Shirley
Donald Walbridge Shirley (Pensacola, 29 de gener de 1927 - Manhattan, 6 d'abril de 2013), més conegut com a Don Shirley, va ser un pianista i compositor de jazz estatunidenc, que sovint va actuar amb el Trio Don Shirley.
Doctor en música i psicologia. Va ser un prodigi del piano, però, malgrat que la seva passió per la música clàssica, a causa del color de la seva pell i les greus discriminacions de l'Amèrica dels anys cinquanta, hagué de limitar-se a la música popular.
Va gravar molts àlbums per a la discogràfica Cadence Records durant les dècades de 1950 i 1960, en els quals experimentava amb el jazz i influències de la música clàssica. Va compondre simfonies per a orgue, concerts per a piano i per a violoncel, quartets de corda, una òpera d'un acte, obres per a orgue, piano i violí, un poema simfònic basat en la novel·la Finnegans Wake de James Joyce, i un grup de Variacions sobre la llegenda d'Orfeu a l'inframon. Durant els seixanta, Shirley es va embarcar en diverses gires musicals, algunes en els estats del Sud Profund, en les que va contractar a Tony «Lip» Vallelonga, porter d'una discoteca de Nova York, com a xofer i guardaespatlles personal. La història de tots dos va ser adaptada per al cinema en la pel·lícula de 2018 Green Book guanyadora de l'Oscar a millor pel·lícula.

## Biografia

### Primers anys
Donald Walbridge Shirley va néixer el 29 de gener de 1927 a Pensacola, Florida, fill dels immigrants jamaicans Stella Gertrude (1903-1936), una mestra, i Edwin S. Shirley (1885-1982), un sacerdot episcopal. En diversos articles es va sostenir que va néixer a Kingston, però això és incorrecte, ja que alguns dels seus promotors publicitaven falsament que havia nascut a Jamaica. Als dos anys va rebre les primeres lliçons de piano de la seva mare.

### Educació
Als nou anys, va ser convidat a estudiar teoria musical al Conservatori de Sant Petersburg. També va estudiar amb el famós organista Conrad Bernier i Thaddeus Jones a la Universitat Catòlica d'Amèrica, també a Washington DC, on es va graduar el 1953. Després d'abandonar el piano durant un temps, Shirley va obtenir un doctorat en psicologia a la Universitat de Chicago.

### Carrera

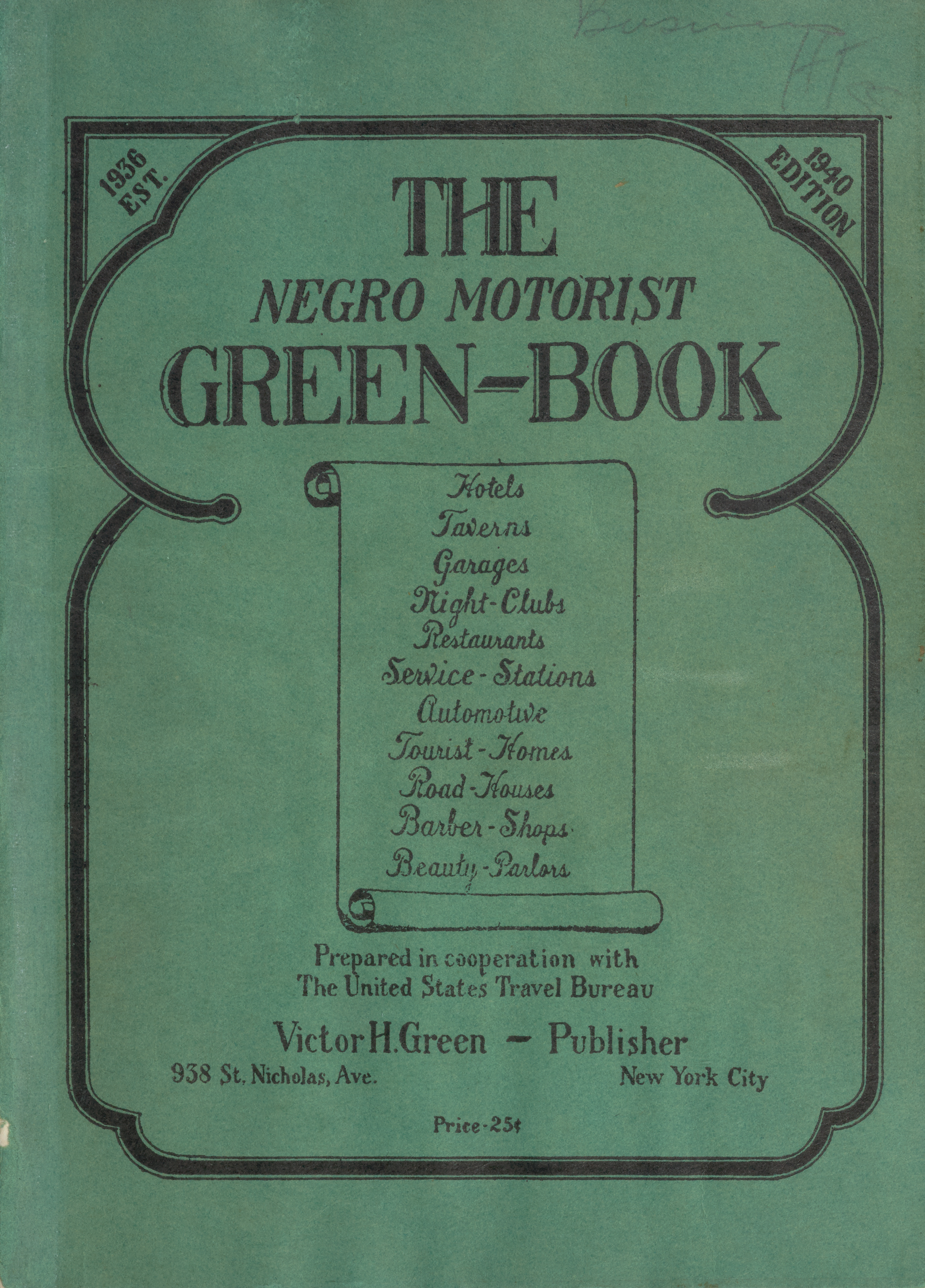
The Negro Motorist Green-Book llista d'empreses que donaven servei als viatgers negres al sud dels Estats Units

El 1945, amb divuit anys, Shirley va tocar el Concert per a piano núm. 1 de Txaikovski amb l'Orquestra Boston Pops. Un any després, va tocar una de les seves composicions amb l'Orquestra Filharmònica de Londres. Però pocs anys més tard, l'empresari Sol Hurok, que, paradoxalment, havia ajudat a Marian Anderson a trencar l'estereotip del color de la pell com una diva operística, li va dir que un pianista negre no seria acceptat als Estats Units, i el va empènyer a adoptar un repertori pop.
El 1949, va rebre la invitació del govern haitià de tocar durant l'Exposició General de segona categoria de Port-au-Prince i posteriorment el president Dumarsais Estimé i l'arquebisbe Li Goise li van demanar que tornés a tocar la següent setmana.
Desanimat per la falta d'oportunitats per a músics clàssics de pell negra, Shirley va abandonar el piano com a carrera quan era jove. Va estudiar psicologia a la Universitat de Chicago i va començar a treballar com a psicòleg en aquesta ciutat. Allà també va tornar a la música i va obtenir una beca per estudiar la relació entre la música i el crim juvenil, que havia augmentat durant l'era de la postguerra a principis de 1950. Tocant en un petit club, va experimentar amb el so per determinar les reaccions de l'audiència.
Durant les dècades de 1950 i 1960, Shirley va gravar molts àlbums per Cadence Records, en els quals experimentava barrejant el jazz amb influències de la música clàssica. El 1961, utilitzant una configuració poc freqüent amb el violoncel·lista Juri Taht el baixista Ken Fricker, combinada amb el seu piano, va enregistrar amb el Don Shirley Trio Water Boy. El seu senzill va aconseguir la posició número 40 a la llista Billboard Hot 100 i s'hi va mantenir durant catorze setmanes. Va enregistrar dos discos per a Columbia Records durant la dècada de 1960.
Va fer presentacions a la ciutat de Nova York, on Duke Ellington el va sentir tocar i després van iniciar una relació d'amistat. A petició d'Arthur Fiedler, Shirley es va presentar al costat de l'Orquestra Boston Pops el juny de 1954. El 1955, ho va fer al costat de l'Orquestra Simfònica de l'NBC en l'estrena del concert de piano d'Ellington al Carnegie Hall. També va aparèixer al programa televisiu Arthur Godfrey and His Friends.
Durant els anys seixanta, Shirley va fer diverses gires musicals, algunes en estats meridionals, creient que amb les seves actuacions podria canviar el parer sobre els negres. Per al seu viatge, va contractar a un porter d'una discoteca de Nova York, Tony «Lip» Vallelonga com a xofer i guardaespatlles. La seva història va ser adaptada en la pel·lícula de 2018 Green Book. D'acord amb el relat de la pel·lícula, tot i les friccions inicials a causa de les seves personalitats diferents, els dos es van fer bons amics. No obstant això, Maurici Sherley, germà de Don, va dir que ell «mai va considerar Tony "amic" seu; era el seu empleat, el seu xofer (que es queixava d'haver d'usar una gorra i uniforme)».
La tardor de 1968, Shirley va interpretar el concert de Txaikovski amb l'Orquestra Simfònica de Detroit. També va treballar amb l'Orquestra Simfònica de Chicago i amb l'Orquestra Simfònica Nacional dels Estats Units. Va compondre simfonies per a l'Orquestra Filharmònica de Nova York i l'Orquestra de Filadèlfia. Va tocar com a solista amb l'orquestra del Teatre de la Scala de Milà en un programa dedicat a la música de George Gershwin. Només dos pianistes hi havien actuat com a solistes: Rubinstein i Richter.
Shirley va morir el 6 d'abril de 2013 per complicacions cardíaques, a vuitanta-sis anys.

## Discografia
- Tonal Expressions (Cadence, 1955)
- Orpheus in the Underworld (Cadence, 1956)
- Piano Perspectives (Cadence, 1956)
- Don Shirley Duo (Cadence, 1956)
- Don Shirley with Two Basses (Cadence, 1957)
- Improvisations (Cadence, 1957)
- Don Shirley (Audio Fidelity, 1959)
- Don Shirley Solos (Cadence, 1959)
- Don Shirley Plays Love Songs (Cadence, 1960)
- Don Shirley Plays Gershwin (Cadence, 1960)
- Don Shirley Plays Standards (Cadence, 1960)
- Don Shirley Plays Birdland Lullabies (Cadence, 1960)
- Don Shirley Plays Showtunes (Cadence, 1960)
- Don Shirley Trio (Cadence, 1961)
- Piano Arrangements of Spirituals (Cadence, 1962)
- Pianist Extraordinary (Cadence, 1962)
- Piano Spirituals (1962)
- Don Shirley Presents Martha Flowers (1962)
- Drown in My Own Tears (Cadence, 1962)
- Water Boy (Columbia, 1965)
- The Gospel According to Don Shirley (Columbia, 1969)
- Don Shirley in Concert (Columbia, 1969)
- The Don Shirley Point of View (Atlantic, 1972)
- Home with Donald Shirley (2001)[16]